# Henri Garat
Henri Garat (auch Henry Garat; * 3. April 1902 als Émile Henri Camille Garassu in Paris; † 13. August 1959 in Hyères, Frankreich) war ein französischer Sänger, Tänzer und Schauspieler, ein Star von Filmromanzen und -operetten der 1930er Jahre.

## Leben und Wirken
Garat hatte rumänische Vorfahren. Er begann 1918 als Sänger und Komödiant am Pariser Casino de Paris. Dort entdeckte ihn Mistinguett, die ihn förderte und zeitweilig zu ihrem Geliebten machte. In den 1920er Jahren durchlief Garat eine moderate Karriere als Sänger, Tänzer und Schauspieler im Moulin Rouge und an Pariser Music Halls. 1929 gelang ihm der Durchbruch auf der Bühne in La Miss in Nachfolge von Maurice Chevalier.
Mit Anbruch des Tonfilmzeitalters wurde Henri Garat vor die Kamera geholt. Die ersten Jahre galt er als Frankreichs Willy Fritsch und wurde vor allem mit Rollen als galanter Liebhaber und Charmeur bedacht. Zwischen 1930 und 1936 sah man ihn häufig in französischen Versionen deutscher Originale, die in Berlin entstanden. So übernahm er Fritschs Rollen in den französischsprachigen Fassungen (Versionenfilmen) von Einbrecher, Die drei von der Tankstelle, Ihre Hoheit befiehlt, Der Kongreß tanzt, Ein blonder Traum, Amphitryon – Aus den Wolken kommt das Glück und Glückskinder. Zwischendurch (1933) erfolgte ein wenig ergiebiger Ausflug nach Hollywood, wo er unter der Regie William Dieterles an der Seite Janet Gaynors spielte. Für den französischen Film Er und seine Schwester kehrte Henri Garat 1938 letztmals in Berliner Ateliers zurück.
„Garats Popularität nahm zeitweise hysterische Züge an. Frauen klammerten sich an seinen Autoreifen fest und huldigten seiner, wo immer er auftrat. Sein Leben zwischen Jachten und Flugzeugen war verschwenderisch, Garat verpraßte seine Millionen mit teuren Frauen ebenso schnell, wie er sie verdient hatte.“ Sein ausschweifendes Leben brachte Garat im Laufe der späten 1930er Jahre aber auch in Schwierigkeiten. Er nahm Drogen und verbüßte mehrfach Gefängnisstrafen. Inmitten des Zweiten Weltkriegs erhielt Henri Garat keine Filmangebote mehr, sein Vermögen war aufgebraucht. Er kaufte sich ein kleines Spielzeuggeschäft und nannte es Chemin du paradis, einem seiner ersten Filmerfolge nachempfunden.
Nach dem Krieg ermöglichten ihm einige seiner wenigen verbliebenen Freunde eine Rückkehr auf die Bühne, und er trat am Cabaret auf. Zuletzt war der Schauspieler beidbeinig gelähmt. Als Garat 57-jährig starb, „wurde er in seinem weißen Smoking, mit dem er einst die Frauenherzen in Verzückung gebracht hatte, beerdigt“.

## Filmografie
- 1930: Deux mondes
- 1930: Chemin du paradis
- 1930: Flagrant délit
- 1931: Princesse à vos ordres
- 1931: Rive gauche
- 1931: Le congrès s’amuse
- 1931: Delphine
- 1931: Il est charmant
- 1931: La fille et le garçon
- 1932: Un soir de réveillon
- 1932: Une petite femme dans le train
- 1932: Simone kann nicht anders (Simone est comme ça)
- 1932: Une étoile disparaît
- 1932: Un rêve blonde
- 1933: Une femme au volant
- 1933: Der gestohlene Millionär (On a volé un homme)
- 1933: Adorable
- 1934: Prince de minuit
- 1934: Music dans l’air
- 1935: Les dieux s’amusent
- 1935: Valse royale
- 1936: La souris bleue
- 1936: Ihr erster Fall (Un mauvais garçon)
- 1936: Les gais lurons
- 1937: La fille de la Madelon
- 1937: Le fauteuil 47
- 1937: La chaste Suzanne
- 1937: L’amour veille
- 1937: Au soleil de Marseille
- 1938: Er und seine Schwester (Ma sœur de lait)
- 1938: La présidente
- 1938: Les femmes collantes
- 1938: L’accroche cœur
- 1938: Ça c’est du sport!
- 1939: Le chemin de l’honneur
- 1941: Le valet maître
- 1941: Annette und die blonde Dame (Annette et la dame blonde)
- 1942: Fou d’amour